# Flysch

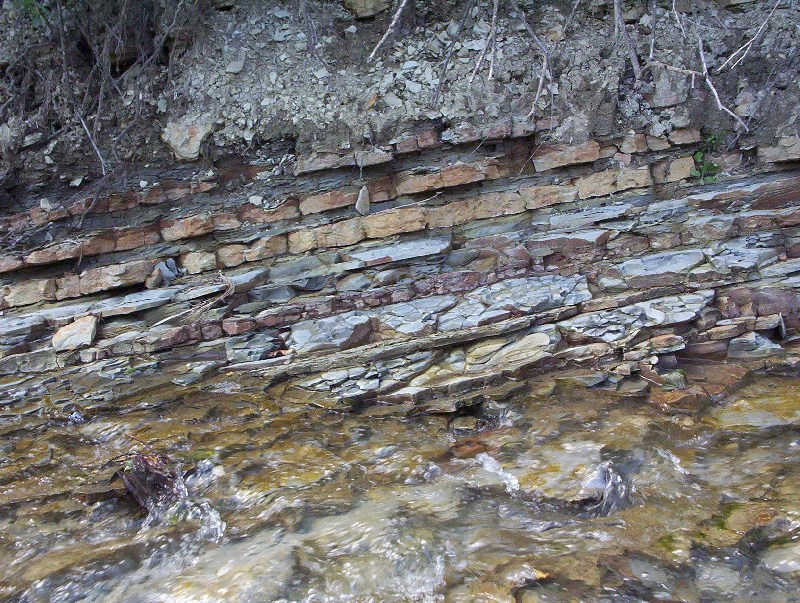
Flysch ontsloten in de Karpaten

Flysch is een opeenvolging van sedimentair gesteente die gevormd wordt in diep-mariene voorlandbekkens aan de rand van een zich vormend gebergte. Het wordt daarom een syn-orogeen sediment genoemd. Flysch wordt gevormd in een vroeg stadium van de ontwikkeling van het voorlandbekken. Als het gebergte verder ontwikkelt zal het bekken opgevuld raken en zal de flysch overdekt worden met jongere molasse.

## Eigenschappen
Flysch bestaat uit zich herhalende cycli van sedimentaire gesteentelagen. Elke cyclus wordt naar boven toe fijnkorreliger. Onderaan de cyclus kunnen zich grove conglomeraten of breccies bevinden, daar boven zal dit overgaan in zandsteen en ten slotte schalie. De schalies zijn arm aan fossielen en de zandstenen bevatten vaak glauconiet en mica's.
Het gesteente is afgezet onder diep-mariene omstandigheden, waarbij de vorming van schalie (rustig afzettingsmilieu) normaal is. De grovere lagen van conglomeraten en zanden (hoge energie) staan voor onderbrekingen in dit rustige milieu, die veroorzaakt worden door schoksgewijs massatransport vanuit het vormende gebergte. Vaak is dit massatransport te herkennen in de vorm van turbidieten.

## Naamgeving

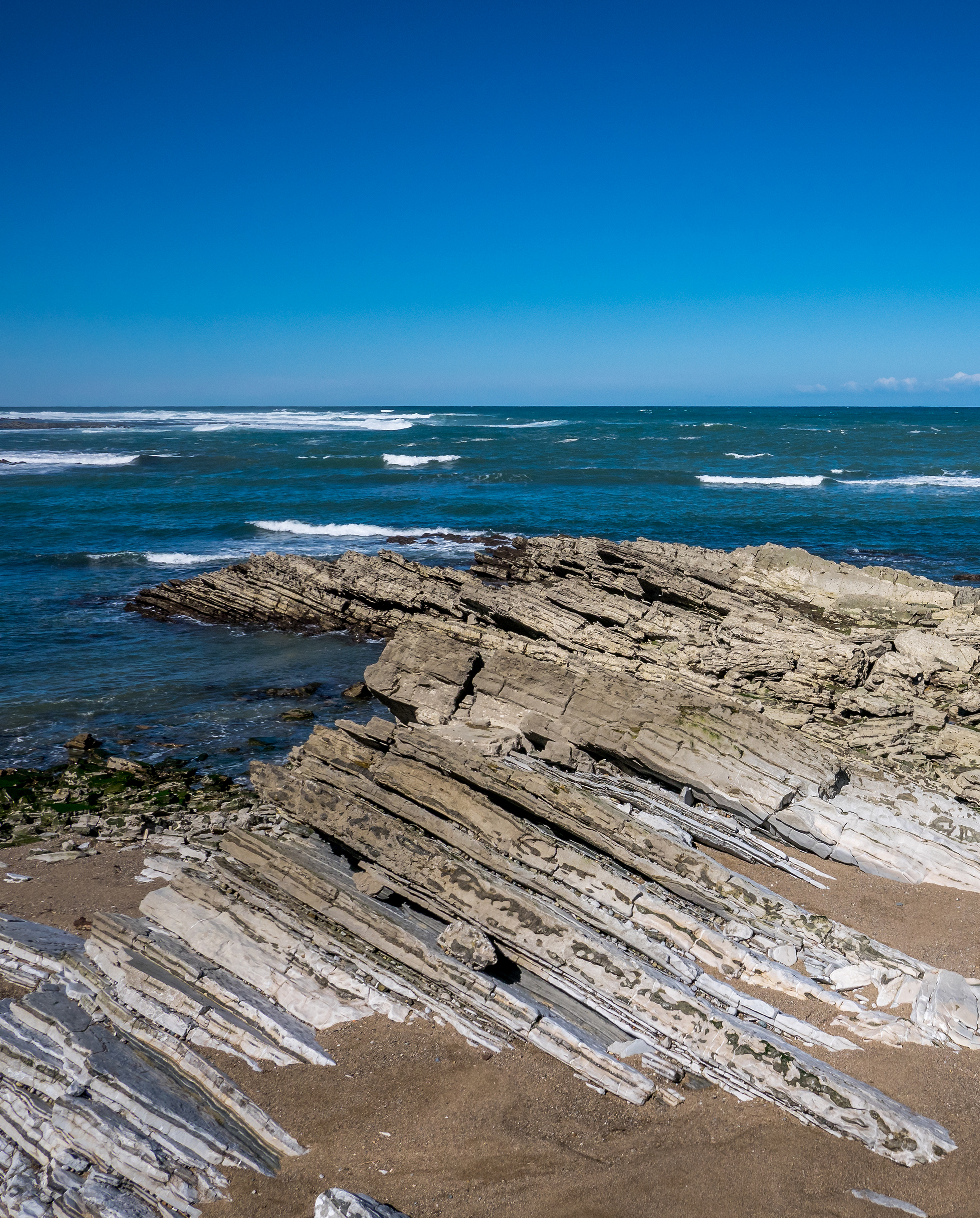
Flysch aan de kust van het Baskenland

De naam flysch werd voor het eerst gebruikt door de Zwitserse geoloog Bernhard Studer in 1827. Studer gebruikte het voor de typische zandachtige en kleiige opeenvolgingen in het voorland van de Alpen. De naam is afgeleid van het Duitse woord fliessen, dat "vloeien" of "stromen" betekent. Studer dacht namelijk dat flysch door rivieren gevormd wordt. Het inzicht dat flysch een diep-marien sediment is ontstond pas veel later.
Tegenwoordig worden gesteenten zoals die langs de gehele Alpiene gordel gevonden worden, met flysch aangeduid. Bekende afzettingen van flysch zijn ontsloten in onder andere het voorland van de Pyreneeën en Karpaten en in vergelijkbare gebieden in Italië, Zwitserland, Griekenland of Cyprus.